# 北九州市立緑丘中学校
北九州市立緑丘中学校（きたきゅうしゅうしりつ みどりがおかちゅうがっこう）は、福岡県北九州市門司区緑ヶ丘6番1号に所在する公立中学校。なお緑ヶ丘ではなく緑丘と一文字省略されている。

## 教育目標
「確かな学力」の向上を図り「豊かで健やかな心と体」をはぐくむ生徒の育成。

### めざす生徒像
- 真にものごとを考え行うことにより自らの生きる力を充実しようとする生徒
- 「思いやり」があり、「たくましさ」をそなえ、「きびしさ」をもつ生徒
- 緑丘中学校の生徒としての自覚に立ちよき伝統づくりに努力する生徒

## 沿革
- 1961年（昭和36年） - 門司市立柳西中学校から分離、門司市立緑丘中学校として開校
- 1962年（昭和37年） - 北九州市立緑丘中学校と改称
- 1966年（昭和41年） - 学校内売店を父母教師会で運営
- 1992年（平成4年） - 第1回マラソン大会開催
- 2008年（平成20年） - 体育館及びプール改築工事開始
- 2009年（平成21年） - 新体育館、新プール完成
- 2010年（平成22年） - プール開き、給食開始

## 部活動の実績
- 吹奏楽部
  - 2006年度 - 九州マーチングコンテストにて金賞を獲得。
  - 2007年度 - 全日本マーチングコンテストにて銀賞を獲得。
  - 2008年度 - 九州マーチングコンテストにて金賞を獲得。
  - 2015年度 - 九州マーチングコンテストにて金賞を獲得。

## 出身有名人
- 青山真治（映画監督・小説家）
- 金哲彦（陸上競技・駅伝解説者）
- 美桜エリナ（女優）